# Đồng tính nữ tại Đức Quốc xã

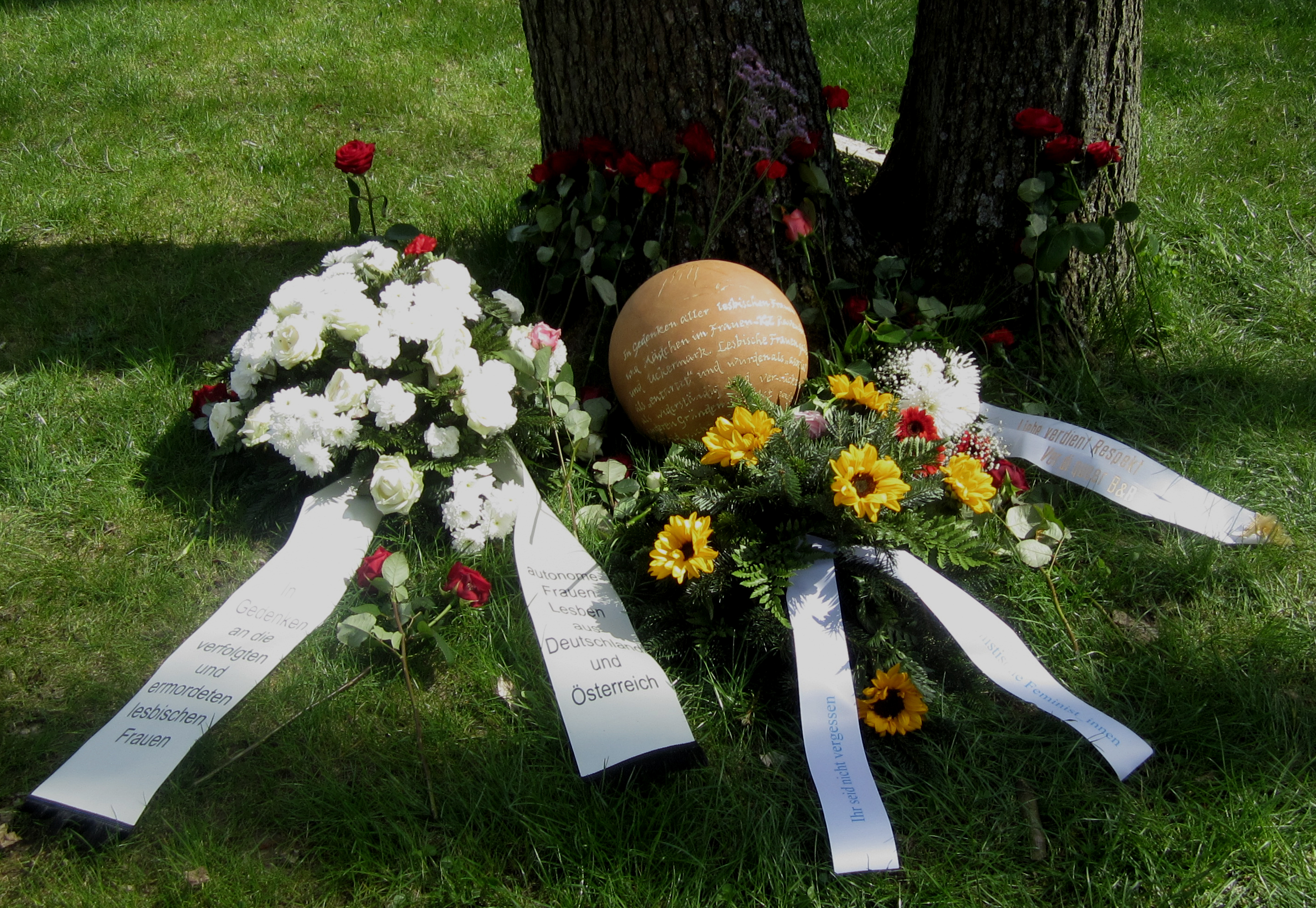
Lễ tưởng niệm các tù nhân đồng tính nữ tại trại tập trung Ravensbrück, ngày 22 tháng 4 năm 2018

Tại Đức Quốc xã, những người phụ nữ đồng tính bị gửi đến trại tập trung thường bị phân loại là "không hòa nhập", trừ khi họ bị nhắm đến vì chủng tộc hoặc quan điểm chính trị. Tại các khu vực khác của Đức Quốc Xã, hành vi đồng tính nữ không bị xem là vi phạm pháp luật, trái ngược với nước Áo - nơi đã hình sự hóa hành vi này. Vì chính phủ Quốc xã ít chú trọng đến người đồng tính nữ so với đồng tính nam, việc ghi chép hoàn cảnh của phụ nữ đồng tính trong thời Đức Quốc xã gặp nhiều hạn chế vì thiếu nguồn tài liệu.

## Bối cảnh
Sau Thế chiến thứ nhất, các quán bar và hộp đêm dành cho phụ nữ đồng tính được khai trương tại Berlin. Đáng chú ý trong số đó là Mali und Igel, do doanh nhân Elsa Conrad điều hành. Bên trong quán bar này có một câu lạc bộ được gọi là "Monbijou des Westens". Câu lạc bộ này chỉ dành riêng cho giới tri thức đồng tính nữ tại Berlin; nữ diễn viên Marlene Dietrich là khách hàng nổi tiếng của câu lạc bộ này. Câu lạc bộ tổ chức các buổi dạ hội với sự tham gia của 600 người phụ nữ mỗi năm. Một chiến dịch nhằm đóng cửa tất cả các quán bar dành cho người đồng tính, bao gồm cả quán bar dành cho đồng tính nữ đã được phát động vào tháng 3 năm 1933. Tất cả các tạp chí (như Die Freundin) và các tổ chức liên quan đến cộng đồng đồng tính nữ đều bị đặt trong tầm ngắm để đình chỉ hoạt động.

## Sử học
Các nhà sử học điều tra các trường hợp riêng lẻ  đã đưa ra những kết luận khác nhau. Tùy thuộc vào các yếu tố cá nhân, phụ nữ ở Đức Quốc xã bị buộc tội có mối quan hệ đồng tính nữ có thể phải đối mặt với những hậu quả khác nhau. Những phụ nữ Do Thái, người da đen, hoặc những ai phản đối chế độ Quốc xã có thể bị giam cầm trong trại tập trung hoặc bị tử hình - trong một số trường hợp, án phạt có thể bị tăng nặng nếu họ bị xác định là người đồng tình nữ. Trái lại, theo nhà sử học Samuel Clowes Huneke, những phụ nữ đồng tính bị cáo  về những tội danh không liên quan đến chính trị không hề bị đối xử khác biệt chỉ vì họ là người đồng tính nữ. Trong thực tế, việc bị tố cáo là người đồng tính nữ thường chỉ dẫn tới một cuộc điều tra của phía cảnh sát mà không hề kèm theo bất kỳ hình phạt nào. Do đó, ông đưa ra khái niệm "bức hại đa dạng" như một cách để mô tả trải nghiệm của phụ nữ đồng tính trong thời kỳ Đức Quốc xã.
Nhà sử học Laurie Marhoefer cho rằng "Dù không trực tiếp bị nhà nước bức hại, nhưng những phụ nữ từ chối tuân theo chuẩn mực giới tính truyền thống, hoán tính và những người bị đánh đồng với đồng tính luyến ái đều có thể gây lo ngại cho hàng xóm, bạn bè và các quan chức nhà nước. Và cuối cùng, nỗi lo này có thể dẫn tới việc nhà nước sử dụng bạo lực, như trường hợp [Ilse] Totzke bị giam ở trại tập trung Ravensbrück."

## Tưởng niệm
Vào năm 2008, một cuộc tranh cãi đã nổ ra liên quan đến Bia tưởng niệm cho Người đồng tính bị bức hại Dưới Chế độ Quốc xã tại Tiergarten. Tranh cãi này bắt nguồn từ việc người đồng tính nữ ban đầu không được nhắc  trong danh sách tưởng niệm. Các nhà phê bình cho rằng, mặc dù người đồng tính nữ không phải chịu bức hại có tổ chức như người đồng tính nam, nhưng việc tưởng nhớ những phụ nữ đã bị giam giữ trong các trại tập trung vẫn là điều cần thiết. Một kế hoạch thay thế video ban đầu bằng một video khác bao gồm cả phụ nữ đã gặp phải sự phản đối từ các nhà sử học, nhà hoạt động và những người quản lý bia tưởng niệm. Họ cho rằng việc bao gồm người đồng tính nữ sẽ là "bóp méo sự thật". Mặc dù đã có những nỗ lực từ một số nhà hoạt động đồng tính nữ nhằm tưởng nhớ những phụ nữ đồng tính bị giam giữ và giết tại trại tập trung Ravensbrück. Tuy nhiên đến năm 2021, vẫn chưa thống  trong việc thiết lập một bia tưởng niệm cho họ tại trại tập trung.